# سینمای کبک
سینمای کبک (انگلیسی: Cinema of Quebec) به تولیدات سینمایی و صنعت فیلم در استان کبک کانادا اشاره دارد. تاریخ سینما در کبک در ۲۷ ژوئن ۱۸۹۶، هنگامی که لوئیس مینر اولین فیلم پروژکتور در آمریکای شمالی را در تئاتر مونترآل افتتاح کرد، آغاز می‌شود. با این‌همه تا دهه ۱۹۶۰، سینمای واقعی کبک شکل نگرفت. از ۱۹۴۳ تاکنون، ۶۰۰ فیلم بلند به تنهایی یا با همکاری و مشارکت صنعت فیلم کبک ساخته شده است.
به علت تفاوت زبانی و فرهنگی فرانسوی‌زبانان کبک با انگلیسی‌زبانان باقی کانادا، صنعت فیلم این استان، به کلی از صنعت فیلم کانادا متمایز است. صنعت فیلم کبک، جایزه فیلم جوترا را برگزار می‌کند. به علت فراگیری زبان فرانسوی و علاقه مردم به فیلم‌های تولید شده به این زبان در کبک، به جای ترجیح فیلم‌های هالیوودی که در باقی کانادا مقبول‌اند، درآمد گیشه در این استان بسیار بالاست و اغلب، پرفروش‌ترین فیلم سال کانادا، فیلمی فرانسوی‌زبان از سینمای کبک است.
برخی از فیلم‌های مطرح این سینما در دو دهه اخیر عبارتند از: آقای لازار، جادوگر جنگ، ویران‌شده، عصر ظلمت و تهاجم بربرها که برنده جایزه اسکار بهترین فیلم خارجی‌زبان شده است.